# 那須塩原市立戸田小学校
那須塩原市立戸田小学校（なすしおばらしりつ とだしょうがっこう）は、かつて栃木県那須塩原市戸田にあった公立の小学校。2014年に廃校となった。

## 沿革
- 1951年（昭和26年） - 戸田小学校開校[1]
- 1970年（昭和45年）11月1日 - 黒磯町が市制施行[2]し、黒磯市立戸田小学校となる
- 2005年（平成17年）1月1日 - 那須塩原市発足[2]により、那須塩原市立戸田小学校となる
- 2014年（平成26年）4月1日 - 那須塩原市立穴沢小学校、（旧）那須塩原市立高林小学校と統合され、（新）那須塩原市立高林小学校となり、戸田小学校は閉校した[1]。

## 跡地活用
- 社会福祉法人が校舎や職員室をリノベーションし、就労継続支援B型事業所「北風と太陽」としてカフェとギャラリーに活用[3][4]。
- なすしおばら映画祭用に制作された短編映画HARMONYやくるみるしゃべるの撮影地となった。

## 交通
- JR東北本線（宇都宮線）黒磯駅より約9.9km

関東自動車の路線バスで黒磯駅前より板室温泉行、「戸田」下車すぐ
- 東北自動車道黒磯板室インターチェンジより15分